# Zbigniew Buczkowski

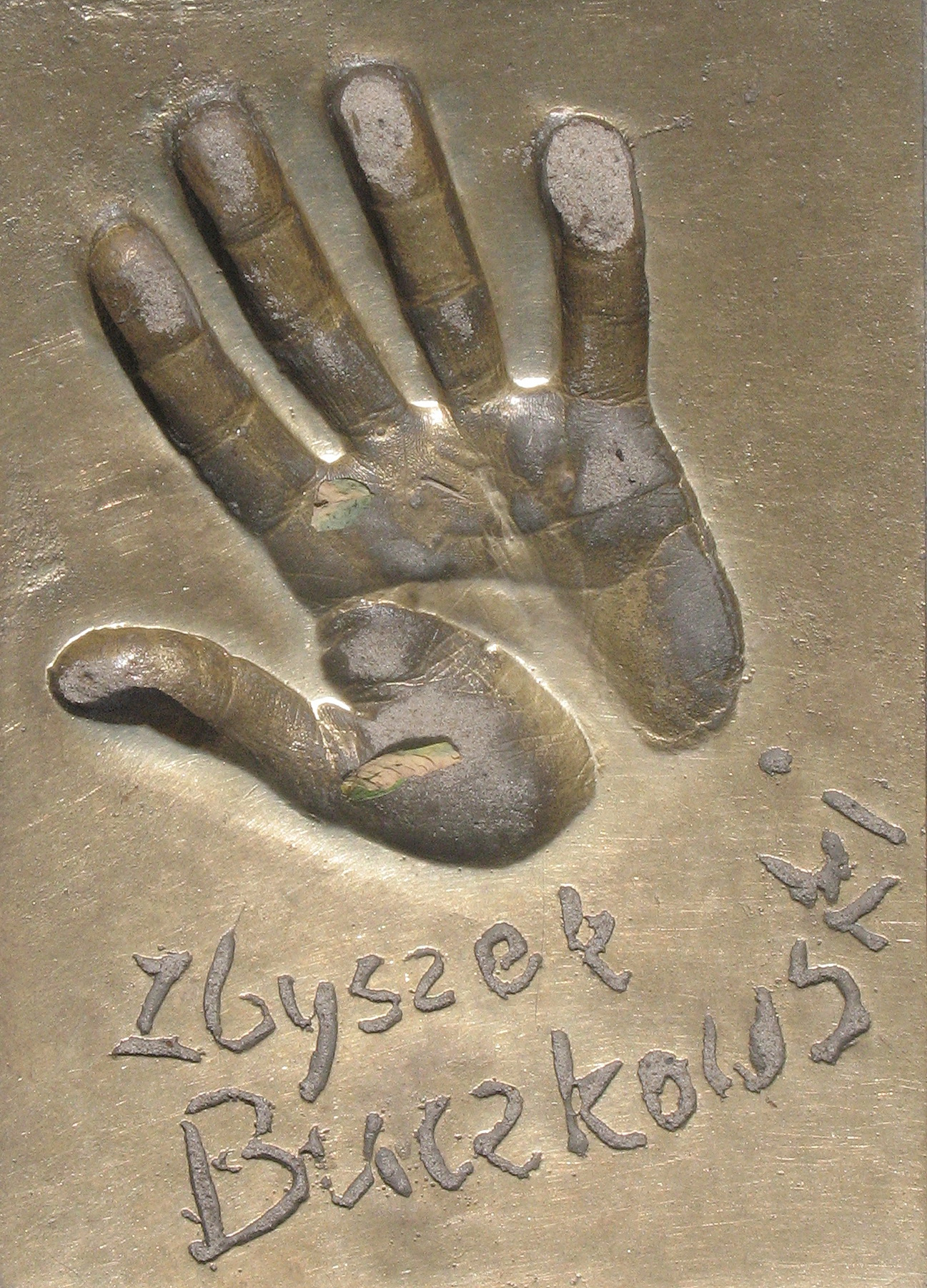
Dấu tay và chữ ký của Zbigniew Buczkowski trên Đại lộ Ngôi sao ở Międzyzdroje

Zbigniew Buczkowski (sinh ngày 20 tháng 3 năm 1951 tại Warsaw) là một diễn viên điện ảnh và nghệ sĩ giải trí người Ba Lan.

## Tiểu sử
Năm 1983, Zbigniew Buczkowski ra mắt lần đầu trước công chúng với vai diễn trong vở kịch Koniec ery menelików của tác giả Andrzej Kondratiuk, do Janusz Kondratiuk đạo diễn trên sân khấu Nhà hát hài kịch ở Warsaw. Năm 2014, Zbigniew Buczkowski cho ra mắt cuốn tự truyện có tựa đề "Pisz pan książkę!" 
Zbigniew Buczkowski kết hôn với Jolanta vào năm 1981. Cặp đôi có một con gái là nhà kinh tế học Małgorzata và một con trai là luật sư Michał. Zbigniew Buczkowski hiện sống ở Piaseczno.

## Giải thưởng
- 2003 – In dấu bàn tay trên Đại lộ Ngôi sao trong Liên hoan Ngôi sao lần thứ 8 ở Międzyzdroje
- 2004 – Quả lựu Pha lê với chiến thắng ở hạng mục Diễn viên hài xuất sắc nhất do khán giả bình chọn tại Liên hoan phim hài lần thứ 8 ở Lubomierz
- 2009 – Giải thưởng Monidło ở hạng mục Nam diễn viên chính xuất sắc nhất (không chuyên) được trao trong Liên hoan John Himilsbach ở Minsk Mazowiecki